# Christian-Ulrich II de Wurtemberg-Wilhelminenort
Le duc Christian Ulrich II de Wurtemberg-Wilhelminenort (27 janvier 1691 au château de Vielguth à proximité d'Œls – 7 février 1734 à Stuttgart) est duc de Wurtemberg-Wilhelminenort.

## Biographie
Christian Ulrich II est le plus jeune fils du duc Christian-Ulrich Ier de Wurtemberg-Œls (1652-1704) de son second mariage avec Sibylle Marie (1667-1693), la fille du duc Christian Ier de Saxe-Mersebourg. Christian Ulrich II étudie à Francfort-sur-l'Oder et à l'académie militaire de Berlin.
Christian Ulrich II est Paréage de Wilhelminenort, l'ancien village de Bresewitz (près de Bierutów), qui est rebaptisée en l'honneur de sa belle-mère, Sophie Wilhelmine de la Frise Orientale (1659-1698). Il se convertit au catholicisme, le 26 janvier 1723, lors d'un voyage à Rome, 
en prononçant son abjuration entre les mains du pape Innocent XIII.
Il est mort en 1734, à Stuttgart, à l'âge de 43 ans. Son fils est choisi par frère pour lui succéder en tant que duc de Oels.

## Mariage et descendance
Christian Ulrich II épouse le 13 juillet 1711 Philippine-Charlotte (18 février 1691 - Oels, 17 juin 1758), fille du comte Erdmann de Redern-Krappitz, avec qui il a six enfants, :
1. Élisabeth Sophie-Charlotte (Wilhelminenort, 21 juin 1714 - Wilhelminenort, 20 avril 1716).
2. Ulrike Louise (Wilhelminenort, 21 mai 1715 - Oels, 17 mai 1748), chanoinesse à l'Abbaye de Gandersheim.
3. Charles Christian Erdmann (Wilhelminenort, 26 octobre 1716 - Oels, 14 décembre 1792), duc de Wurtemberg-Oels.
4. Wilhelmine Philippine (Wilhelminenort, 10 novembre 1719 - Wilhelminenort, 2 décembre 1719).
5. Françoise Charlotte Jacobine (Wilhelminenort, 1er juin 1724 - Krappitz, 28 avril 1728).
6. Frédérique Jeanne (Wilhelminenort, 17 octobre 1725 - Wilhelminenort, 25 octobre 1726).